# 14,500トン型補給艦
14,500トン型補給艦（14,500とんがたほきゅうかん）は、海上自衛隊が2022年12月に制定された防衛力整備計画に基づき建造を予定している補給艦の艦級。建造費は830億円が予算計上された。

## 来歴
2023年8月31日、防衛省から2024年度（令和6年度）防衛予算の概算要求が発表された。その中に新型補給艦の建造が記載されている。これが本級である。あらゆる事態において護衛艦等の任務継続のため、洋上における後方支援能力を強化した補給艦になるとされている。
海上自衛隊は2023年11月現在、燃料や物資を補給する補給艦としてとわだ型3隻とましゅう型2隻の計5隻を保有しており、全てが護衛艦隊の第1海上補給隊に配備されているが、このうち「とわだ」は1985年の建造であり、後継が求められてきた。
1番艦の就役は令和10年度を予定している。

## 設計
現時点では詳細は不明。ただし船体そのものはましゅう型補給艦を少し拡大したサイズで大きな変更は無く、ステルス性を意識したような形状であるとされるが、イメージ図では艦橋が艦体前方に位置するなど、ましゅう型、とわだ型とは大きく異なったものとなっている。なお、またサイド・ランプを持ち、車両搭載能力の付加がなされ、艦内の貨物移送装置の自動化などによる省人化などが図られることにより、定員はとわだ型の約140名から約40名減少し約100名となる。なお、イメージ図では省略されているものの、「世界の艦船」では2枚舵・2軸プロペラを装備すると推測している。

## 比較表
|              |            | 14,500トン型     | ましゅう型       | とわだ型    | さがみ                                                | はまな                       |
| ------------ | ---------- | ---------------- | ---------------- | ----------- | ----------------------------------------------------- | ---------------------------- |
| 船体         | 基準排水量 | 14,500 t（予定） | 13,500 t         | 8,100 t     | 5,000 t                                               | 2,900 t                      |
| 船体         | 満載排水量 | 不明             | 25,000 t         | 12,100 t    | 11,600 t                                              | 7,550 t                      |
| 船体         | 全長       | 不明             | 221 m            | 167 m       | 146 m                                                 | 128 m                        |
| 船体         | 全幅       | 不明             | 27 m             | 22 m        | 19 m                                                  | 15.7 m                       |
| 主機         | 機関       | 不明             | ガスタービン     | ディーゼル  | ディーゼル                                            | ディーゼル                   |
| 主機         | 出力       | 不明             | 40,000 ps        | 26,000 hp   | 18,500 hp                                             | 5,000 hp                     |
| 主機         | 速力       | 不明             | 24 kt            | 22 kt       | 22 kt                                                 | 16.1 kt                      |
| 兵装         | 砲熕       | 不明             | ―                | ―           | ―                                                     | 40mm連装機銃×1基             |
| ヘリ運用機能 | 搭載容量   | 不明             | 格納庫なし       | 格納庫なし  | 格納庫なし                                            | 格納庫なし                   |
| ヘリ運用機能 | 甲板       | 不明             | あり             | あり        | あり                                                  | ―                            |
| 補給機能     | 貨油タンク | 不明             | あり             | あり        | あり                                                  | あり                         |
| 補給機能     | 搭載物資   | 不明             | 貨油10,000 t近く | 貨油5,700 t | - 艦船用燃料4,500 KL - ジェット燃料220 kL - 糧食4万食 | - 貨油4,000 kL - 真水1,000 t |
| 補給機能     | 洋上補給   | 不明             | 可能             | 可能        | 可能                                                  | 可能                         |
| 医療機能     | 病床       | 不明             | 46床             | ―           | ―                                                     | ―                            |
| 医療機能     | 集中治療室 | 不明             | あり             | ―           | ―                                                     | ―                            |
| 同型艦数     | 同型艦数   | 5隻予定          | 2隻              | 3隻         | 1隻（退役）                                           | 1隻（退役）                  |

## 同型艦

### 一覧表
| 艦番号  | 艦名                      | 建造                         | 起工       | 進水 | 就役 |
| ------- | ------------------------- | ---------------------------- | ---------- | ---- | ---- |
| AOE-427 | 令和6年度計画艦 （06AOE） | 三菱重工マリタイムシステムズ | 2025年予定 | 未定 | 未定 |